# Seznam dílů seriálu Super drbna (2007)
Toto je seznam dílů seriálu Super drbna. Americký dramatický seriál Super drbna byl premiérově vysílán v letech 2007–2012 na stanici The CW.

## Přehled řad
| Řada | Díly | Premiéra v USA | Premiéra v USA    | Premiéra v ČR      | Premiéra v ČR     |
| Řada | Díly | První díl      | Poslední díl      | První díl          | Poslední díl      |
| ---- | ---- | -------------- | ----------------- | ------------------ | ----------------- |
| 1    | 18   | 19. září 2007  | 19. května 2008   | 19. září 2009      | 23. ledna 2010    |
| 2    | 25   | 1. září 2008   | 18. května 2009   | 30. ledna 2010     | 2. května 2010    |
| 3    | 22   | 14. září 2009  | 17. května 2010   | 4. září 2011       | 22. ledna 2012    |
| 4    | 22   | 13. září 2010  | 16. května 2011   | 28. ledna 2012     | 8. dubna 2012     |
| 5    | 24   | 26. září 2011  | 14. května 2012   | 6. října 2012      | 23. prosince 2012 |
| 6    | 10   | 8. října 2012  | 17. prosince 2012 | 30. listopadu 2013 | 29. prosince 2013 |

## Seznam dílů

### První řada (2007–2008)
| Č. v seriálu | Č. v řadě | Původní název                        | Český název                | Režie              | Scénář                                                                   | Premiéra v USA     | Premiéra v ČR      |
| ------------ | --------- | ------------------------------------ | -------------------------- | ------------------ | ------------------------------------------------------------------------ | ------------------ | ------------------ |
| 1            | 1         | Pilot                                | Pilot                      | Mark Piznarski     | Josh Schwartz a Stephanie Savage                                         | 19. září 2007      | 19. září 2009      |
| 2            | 2         | The Wild Brunch                      | Nedělní odpoledne          | Mark Piznarski     | Josh Schwartz a Stephanie Savage                                         | 26. září 2007      | 26. září 2009      |
| 3            | 3         | Poison Ivy                           | Akademický týden           | J. Miller Tobin    | Felicia D. Henderson                                                     | 3. října 2007      | 3. října 2009      |
| 4            | 4         | Bad News Blair                       | Opět druhá                 | Patrick Norris     | Joshua Safran                                                            | 10. října 2007     | 10. října 2009     |
| 5            | 5         | Dare Devil                           | Hra na fanty               | Jamie Babbit       | Lenn K. Rosenfeld                                                        | 17. října 2007     | 17. října 2009     |
| 6            | 6         | The Handmaiden's Tale                | Maškarní bál               | Norman Buckley     | Jessica Queller                                                          | 24. října 2007     | 24. října 2009     |
| 7            | 7         | Victor, Victrola                     | Chuckův podnik             | Tony Wharmby       | K. J. Steinberg                                                          | 7. listopadu 2007  | 31. října 2009     |
| 8            | 8         | Seventeen Candles                    | Rozchod                    | Lee Shallat-Chemel | námět: Felicia D. Henderson scénář: Joshua Safran a Felicia D. Henderson | 14. listopadu 2007 | 7. listopadu 2009  |
| 9            | 9         | Blair Waldorf Must Pie!              | Rodinná krize              | Mark Piznarski     | námět: Lenn K. Rosenfeld scénář: Jessica Queller a K. J. Steinberg       | 28. listopadu 2007 | 14. listopadu 2009 |
| 10           | 10        | Hi, Society                          | Vítejte v nóbl společnosti | Patrick Norris     | Joshua Safran                                                            | 5. prosince 2007   | 21. listopadu 2009 |
| 11           | 11        | Roman Holiday                        | Vánoce na Upper East Side  | Michael Fields     | Jessica Queller                                                          | 19. prosince 2007  | 28. listopadu 2009 |
| 12           | 12        | School Lies                          | Někdo musí z kola ven      | Tony Wharmby       | Lenn K. Rosenfeld                                                        | 2. ledna 2008      | 5. prosince 2009   |
| 13           | 13        | The Thin Line Between Chuck and Nate | Skandál                    | Norman Buckley     | Felicia D. Henderson                                                     | 9. ledna 2008      | 12. prosince 2009  |
| 14           | 14        | The Blair Bitch Project              | Záškodnický plán           | J. Miller Tobin    | K. J. Steinberg                                                          | 21. dubna 2008     | 19. prosince 2009  |
| 15           | 15        | Desperately Seeking Serena           | Sereno, kde jsi?           | Michael Fields     | Felicia D. Henderson                                                     | 28. dubna 2008     | 2. ledna 2010      |
| 16           | 16        | All About My Brother                 | Vše o mém bratrovi         | Janice Cooke       | Paul Sciarrotta                                                          | 5. května 2008     | 9. ledna 2010      |
| 17           | 17        | Woman on the Verge                   | U konce s dechem           | Tony Wharmby       | Joshua Safran                                                            | 12. května 2008    | 16. ledna 2010     |
| 18           | 18        | Much 'I Do' About Nothing            | Mnoho povyku pro nic       | Norman Buckley     | Josh Schwartz a Stephanie Savage                                         | 19. května 2008    | 23. ledna 2010     |

### Druhá řada (2008–2009)
| Č. v seriálu | Č. v řadě | Původní název                     | Český název                      | Režie               | Scénář                                | Premiéra v USA     | Premiéra v ČR   |
| ------------ | --------- | --------------------------------- | -------------------------------- | ------------------- | ------------------------------------- | ------------------ | --------------- |
| 19           | 1         | Summer, Kind of Wonderful         | Báječné léto                     | J. Miller Tobin     | Joshua Safran                         | 1. září 2008       | 30. ledna 2010  |
| 20           | 2         | Never Been Marcused               | Jak na Marcuse                   | Michael Fields      | Stephanie Savage                      | 8. září 2008       | 6. února 2010   |
| 21           | 3         | The Dark Night                    | Temná noc                        | Janice Cooke        | John Stephens                         | 15. září 2008      | 13. února 2010  |
| 22           | 4         | The Ex Files                      | Akta „Ex“                        | Jim McKay           | Robert Hull                           | 22. září 2008      | 20. února 2010  |
| 23           | 5         | The Serena Also Rises             | Serenina hvězda                  | Patrick Norris      | Jessica Queller                       | 29. září 2008      | 21. února 2010  |
| 24           | 6         | New Haven Can Wait                | Čekání na nové útočiště          | Norman Buckley      | Alexandra McNally a Joshua Safran     | 13. října 2008     | 27. února 2010  |
| 25           | 7         | Chuck in Real Life                | Chuckova pravá tvář              | Tony Wharmby        | Lenn K. Rosenfeld                     | 20. října 2008     | 28. února 2010  |
| 26           | 8         | Pret-a-Poor-J                     | V zajetí módy                    | Vondie Curtis-Hall  | Amanda Lasher                         | 27. října 2008     | 6. března 2010  |
| 27           | 9         | There Might Be Blood              | Možná poteče krev                | Michael Fields      | Etan Frankel a John Stephens          | 3. listopadu 2008  | 7. března 2010  |
| 28           | 10        | Bonfire of the Vanity             | Souboj s ješitností              | David Von Ancken    | Jessica Queller                       | 10. listopadu 2008 | 13. března 2010 |
| 29           | 11        | The Magnificent Archibalds        | Archibaldův osud                 | Jean de Segonzac    | Joshua Safran                         | 17. listopadu 2008 | 14. března 2010 |
| 30           | 12        | It's a Wonderful Lie              | Báječná lež                      | Patrick Norris      | Robert Hull                           | 1. prosince 2008   | 20. března 2010 |
| 31           | 13        | O Brother, Where Bart Thou?       | Barte, kde jsi?                  | Joe Lazarov         | Stephanie Savage                      | 8. prosince 2008   | 21. března 2010 |
| 32           | 14        | In the Realm of the Basses        | Říše Bassů                       | Tony Wharmby        | John Stephens                         | 5. ledna 2009      | 27. března 2010 |
| 33           | 15        | Gone with the Will                | Proti vůli                       | Tricia Brock        | Amanda Lasher                         | 12. ledna 2009     | 28. března 2010 |
| 34           | 16        | You've Got Yale!                  | Ať žije Yale!                    | Janice Cooke        | Joshua Safran                         | 19. ledna 2009     | 3. dubna 2010   |
| 35           | 17        | Carrnal Knowledge                 | Hříšné tajemství                 | Elizabeth Allen     | Alexandra McNally a Lenn K. Rosenfeld | 2. února 2009      | 4. dubna 2010   |
| 36           | 18        | The Age of Dissonance             | Věk proradnosti                  | Norman Buckley      | Jessica Queller                       | 16. března 2009    | 10. dubna 2010  |
| 37           | 19        | The Grandfather                   | Potíže s dědečkem                | J. Miller Tobin     | Robert Hull a Etan Frankel            | 23. března 2009    | 11. dubna 2010  |
| 38           | 20        | Remains of the J                  | Co zbylo z J                     | Allison Liddi-Brown | Sarah Frank-Meltzer                   | 30. března 2009    | 17. dubna 2010  |
| 39           | 21        | Seder Anything                    | O sederu je možné všechno        | John Stephens       | Amanda Lasher                         | 20. dubna 2009     | 18. dubna 2010  |
| 40           | 22        | Southern Gentlemen Prefer Blondes | Páni z jihu mají radši blondýnky | Patrick Norris      | Leila Gerstein                        | 27. dubna 2009     | 24. dubna 2010  |
| 41           | 23        | The Wrath of Con                  | Potvora se vrací                 | Janice Cooke        | Sara Goodman                          | 4. května 2009     | 25. dubna 2010  |
| 42           | 24        | Valley Girl                       | Holka z valley                   | Mark Piznarski      | Josh Schwartz a Stephanie Savage      | 11. května 2009    | 1. května 2010  |
| 43           | 25        | The Goodbye Gossip Girl           | Super drbna se loučí             | Norman Buckley      | Joshua Safran                         | 18. května 2009    | 2. května 2010  |

### Třetí řada (2009–2010)
| Č. v seriálu | Č. v řadě | Původní název                      | Český název                            | Režie                | Scénář                           | Premiéra v USA     | Premiéra v ČR      |
| ------------ | --------- | ---------------------------------- | -------------------------------------- | -------------------- | -------------------------------- | ------------------ | ------------------ |
| 44           | 1         | Reversals of Fortune               | Osudové zvraty                         | J. Miller Tobin      | Joshua Safran                    | 14. září 2009      | 4. září 2011       |
| 45           | 2         | The Freshman                       | Prvák                                  | Norman Buckley       | Amanda Lasher                    | 21. září 2009      | 11. září 2011      |
| 46           | 3         | The Lost Boy                       | Ztracený chlapec                       | Jean de Segonzac     | Robert Hull                      | 28. září 2009      | 18. září 2011      |
| 47           | 4         | Dan de Fleurette                   | Dan a hvězda                           | Mark Piznarski       | John Stephens                    | 5. října 2009      | 25. září 2011      |
| 48           | 5         | Rufus Getting Married              | Rufus se žení                          | Ron Fortunato        | Leila Gerstein                   | 12. října 2009     | 2. října 2011      |
| 49           | 6         | Enough About Eve                   | Dost o Evě                             | John Stephens        | Jake Coburn                      | 19. října 2009     | 9. října 2011      |
| 50           | 7         | How To Succeed in Bassness         | Jak na Basse                           | Joe Lazarov          | Sara Goodman                     | 26. října 2009     | 16. října 2011     |
| 51           | 8         | The Grandfather: Part II           | Další potíže s dědečkem                | Mark Piznarski       | Lenn K. Rosenfeld                | 2. listopadu 2009  | 23. října 2011     |
| 52           | 9         | They Shoot Humphreys, Don't They?  | Prokletí jménem Humphrey               | Alison Maclean       | Amanda Lasher                    | 9. listopadu 2009  | 30. října 2011     |
| 53           | 10        | The Last Days of Disco Stick       | Konec Disko koštěte                    | Tony Wharmby         | Leila Gerstein                   | 16. listopadu 2009 | 6. listopadu 2011  |
| 54           | 11        | The Treasure of Serena Madre       | Serenino tajemství                     | Mark Piznarski       | Robert Hull a Joshua Safran      | 30. listopadu 2009 | 13. listopadu 2011 |
| 55           | 12        | The Debarted                       | Bartův stín                            | Jason Ensler         | Stephanie Savage                 | 7. prosince 2009   | 20. listopadu 2011 |
| 56           | 13        | The Hurt Locket                    | Bolestný medailon                      | Tony Wharmby         | Sara Goodman                     | 8. března 2010     | 27. listopadu 2011 |
| 57           | 14        | The Lady Vanished                  | Ztracená dáma                          | Andrew McCarthy      | Amanda Lasher a Robert Hull      | 15. března 2010    | 4. prosince 2011   |
| 58           | 15        | The Sixteen Year Old Virgin        | Sladkých šestnáct                      | Wendey Stanzler      | Leila Gerstein                   | 22. března 2010    | 11. prosince 2011  |
| 59           | 16        | The Empire Strikes Jack            | Jack vrací úder                        | Joe Lazarov          | Jake Coburn                      | 29. března 2010    | 18. prosince 2011  |
| 60           | 17        | Inglourious Bassterds              | Hanební Bassové                        | Jean de Segonzac     | Lenn K. Rosenfeld                | 5. dubna 2010      | 25. prosince 2011  |
| 61           | 18        | The Unblairable Lightness of Being | Blair a její nesnesitelná lehkost bytí | Janice Cooke-Leonard | Jeanne Leitenberg                | 12. dubna 2010     | 1. ledna 2012      |
| 62           | 19        | Dr. Estrangeloved                  | Doktor Ztracená láska                  | Darnell Martin       | Robert Hull                      | 26. dubna 2010     | 8. ledna 2012      |
| 63           | 20        | It's a Dad, Dad, Dad World         | Svět patří otcům                       | Jeremiah Chechik     | Amanda Lasher                    | 3. května 2010     | 15. ledna 2012     |
| 64           | 21        | Ex-Husbands and Wives              | Bývalí manželé a manželky              | Norman Buckley       | Sara Goodman                     | 10. května 2010    | 21. ledna 2012     |
| 65           | 22        | Last Tango, Then Paris             | Poslední tango před Paříží             | J. Miller Tobin      | Joshua Safran a Stephanie Savage | 17. května 2010    | 22. ledna 2012     |

### Čtvrtá řada (2010–2011)
| Č. v seriálu | Č. v řadě | Původní název                    | Český název                | Režie               | Scénář                           | Premiéra v USA     | Premiéra v ČR   |
| ------------ | --------- | -------------------------------- | -------------------------- | ------------------- | -------------------------------- | ------------------ | --------------- |
| 66           | 1         | Belles de Jour                   | Pařížské krásky            | Mark Piznarski      | Joshua Safran a Stephanie Savage | 13. září 2010      | 28. ledna 2012  |
| 67           | 2         | Double Identity                  | Dvojí identita             | Mark Piznarski      | Sara Goodman a Joshua Safran     | 20. září 2010      | 29. ledna 2012  |
| 68           | 3         | The Undergraduates               | Nová studentka             | Norman Buckley      | Amanda Lasher                    | 27. září 2010      | 4. února 2012   |
| 69           | 4         | Touch of Eva                     | Evin dotek                 | Andrew McCarthy     | Leila Gerstein                   | 4. října 2010      | 5. února 2012   |
| 70           | 5         | Goodbye, Columbia                | Boj o školu                | Jeremiah Chechik    | Robert Hull                      | 11. října 2010     | 11. února 2012  |
| 71           | 6         | Easy J                           | Snadná práce               | Lee Shallat-Chemel  | Jake Coburn                      | 25. října 2010     | 12. února 2012  |
| 72           | 7         | War at the Roses                 | Válka Waldorfových         | Joe Lazarov         | Jessica Queller                  | 1. listopadu 2010  | 18. února 2012  |
| 73           | 8         | Juliet Doesn't Live Here Anymore | Juliet už tu nebydlí       | Patrick Norris      | Jeanne Leitenberg                | 8. listopadu 2010  | 19. února 2012  |
| 74           | 9         | The Witches of Bushwick          | Čarodějky z Bushwicku      | Ron Fortunato       | Sara Goodman                     | 15. listopadu 2010 | 25. února 2012  |
| 75           | 10        | Gaslit                           | Pod svícnem bývá tma       | Tate Donovan        | Robert Hull a Joshua Safran      | 29. listopadu 2010 | 26. února 2012  |
| 76           | 11        | The Townie                       | Venkovanka                 | Joe Lazarov         | Amanda Lasher a Stephanie Savage | 6. prosince 2010   | 3. března 2012  |
| 77           | 12        | The Kids Are Not All Right       | Tyhle děti nejsou v pohodě | Allan Kroeker       | KJ Steinberg                     | 24. ledna 2011     | 4. března 2012  |
| 78           | 13        | Damien Darko                     | Damien Ničemný             | Jeremiah Chechik    | Leila Gerstein                   | 31. ledna 2011     | 10. března 2012 |
| 79           | 14        | Panic Roommate                   | Nevítaný spolubydlící      | Andrew McCarthy     | Jake Coburn                      | 7. února 2011      | 11. března 2012 |
| 80           | 15        | It-Girl Happened One Night       | Hvězda jedné noci          | Bart Wenrich        | Alex McNally                     | 14. února 2011     | 17. března 2012 |
| 81           | 16        | While You Weren't Sleeping       | Zatímco jsi nespala        | Norman Buckley      | Sara Goodman                     | 21. února 2011     | 18. března 2012 |
| 82           | 17        | Empire of the Son                | Synovo impérium            | David Warren        | Robert Hull                      | 28. února 2011     | 24. března 2012 |
| 83           | 18        | The Kids Stay in the Picture     | Bez dětí to nejde          | J. Miller Tobin     | Jessica Queller                  | 18. dubna 2011     | 25. března 2012 |
| 84           | 19        | Petty in Pink                    | Růžové intriky             | Liz Friedlander     | Amanda Lasher                    | 25. dubna 2011     | 31. března 2012 |
| 85           | 20        | The Princesses and the Frog      | Princezny a žabák          | Andrew McCarthy     | Leila Gerstein                   | 2. května 2011     | 1. dubna 2012   |
| 86           | 21        | Shattered Bass                   | Zdrcený Bass               | Allison Liddi-Brown | Sara Goodman                     | 9. května 2011     | 7. dubna 2012   |
| 87           | 22        | The Wrong Goodbye                | Špatné rozloučení          | Patrick Norris      | Joshua Safran                    | 16. května 2011    | 8. dubna 2012   |

### Pátá řada (2011–2012)
| Č. v seriálu | Č. v řadě | Původní název                 | Český název                 | Režie            | Scénář               | Premiéra v USA     | Premiéra v ČR      |
| ------------ | --------- | ----------------------------- | --------------------------- | ---------------- | -------------------- | ------------------ | ------------------ |
| 88           | 1         | Yes, Then Zero                | Od ano k nule               | Mark Piznarski   | Joshua Safran        | 26. září 2011      | 6. října 2012      |
| 89           | 2         | Beauty and the Feast          | Kráska a slavnost           | Mark Piznarski   | Sara Goodman         | 3. října 2011      | 7. října 2012      |
| 90           | 3         | The Jewel of Denial           | Honba za klenotem stylu     | Larry Shaw       | Amanda Lasher        | 10. října 2011     | 13. října 2012     |
| 91           | 4         | Memoirs of an Invisible Dan   | Paměti neviditelného Dana   | Tate Donovan     | Amy B. Harris        | 17. října 2011     | 14. října 2012     |
| 92           | 5         | The Fasting and the Furious   | Postně a zběsile            | Joe Lazarov      | Peter Elkoff         | 24. října 2011     | 20. října 2012     |
| 93           | 6         | I Am Number Nine              | Jsem číslo devět            | Andy Wolk        | Jake Coburn          | 7. listopadu 2011  | 21. října 2012     |
| 94           | 7         | The Big Sleep No More         | Ty už nespi víc             | Vince Misiano    | Dan Steele           | 14. listopadu 2011 | 27. října 2012     |
| 95           | 8         | All the Pretty Sources        | Krása odhalených zdrojů     | Cherie Nowlan    | Austin Winsberg      | 21. listopadu 2011 | 28. října 2012     |
| 96           | 9         | Rhodes to Perdition           | Carolina cesta do zatracení | Andrew McCarthy  | Natalie Krinsky      | 28. listopadu 2011 | 3. listopadu 2012  |
| 97           | 10        | Riding in Town Cars with Boys | S chlapci v limuzínách      | Vince Misiano    | Amanda Lasher        | 5. prosince 2011   | 4. listopadu 2012  |
| 98           | 11        | The End of the Affair?        | Konec jedné romance         | Michael Grossman | Sara Goodman         | 16. ledna 2012     | 10. listopadu 2012 |
| 99           | 12        | Father and the Bride          | Kněz a krásná nevěsta       | Amy Heckerling   | Peter Elkoff         | 23. ledna 2012     | 11. listopadu 2012 |
| 100          | 13        | G.G.                          | Návrat Drbny                | Mark Piznarski   | Joshua Safran        | 30. ledna 2012     | 17. listopadu 2012 |
| 101          | 14        | The Backup Dan                | Záložní Dan                 | David Warren     | Matt Whitney         | 6. února 2012      | 18. listopadu 2012 |
| 102          | 15        | Crazy, Cupid, Love            | Bláznivá valentýnská láska  | Matt Penn        | Austin Winsberg      | 13. února 2012     | 24. listopadu 2012 |
| 103          | 16        | Cross Rhodes                  | Druhá Rhodesová             | John Terlesky    | Amy B. Harris        | 20. února 2012     | 25. listopadu 2012 |
| 104          | 17        | The Princess Dowry            | Princezna a věno            | Andrew McCarthy  | Jake Coburn          | 27. února 2012     | 1. prosince 2012   |
| 105          | 18        | Con Heir                      | Jak podvést dědičku         | Joe Lazarov      | Annemarie Navar-Gill | 2. dubna 2012      | 2. prosince 2012   |
| 106          | 19        | It Girl, Interrupted          | Hvězdou na okamžik          | Omar Madha       | Amanda Lasher        | 9. dubna 2012      | 8. prosince 2012   |
| 107          | 20        | Salon of the Dead             | Salon mrtvých               | Norman Buckley   | Natalie Krinsky      | 16. dubna 2012     | 9. prosince 2012   |
| 108          | 21        | Despicable B                  | Ona, padouch                | David Warren     | Austin Winsberg      | 23. dubna 2012     | 15. prosince 2012  |
| 109          | 22        | Raiders of the Lost Art       | Dobyvatelé ztracené pravdy  | Bart Wenrich     | Jake Coburn          | 30. dubna 2012     | 16. prosince 2012  |
| 110          | 23        | The Fugitive                  | Uprchlíci                   | Andy Wolk        | Matt Whitney         | 7. května 2012     | 22. prosince 2012  |
| 111          | 24        | The Return of the Ring        | Návrat prstenu              | J. Miller Tobin  | Sara Goodman         | 14. května 2012    | 23. prosince 2012  |

### Šestá řada (2012)
| Č. v seriálu | Č. v řadě | Původní název                | Český název            | Režie          | Scénář                           | Premiéra v USA     | Premiéra v ČR      |
| ------------ | --------- | ---------------------------- | ---------------------- | -------------- | -------------------------------- | ------------------ | ------------------ |
| 112          | 1         | Gone Maybe Gone              | Hledá se Serena        | Mark Piznarski | Josh Schwartz a Stephanie Savage | 8. října 2012      | 30. listopadu 2013 |
| 113          | 2         | High Infidelity              | Všechny moje nevěry    | Joe Lazarov    | Annemarie Navar-Gill             | 15. října 2012     | 1. prosince 2013   |
| 114          | 3         | Dirty Rotten Scandals        | Prohnilé skandály      | Bart Wenrich   | Natalie Krinsky                  | 22. října 2012     | 7. prosince 2013   |
| 115          | 4         | Portrait of a Lady Alexander | Portrét Lady Alexander | Andy Wolk      | Matt Whitney                     | 5. listopadu 2012  | 8. prosince 2013   |
| 116          | 5         | Monstrous Ball               | Monstrózní ples        | Amy Heckerling | Sara Goodman                     | 12. listopadu 2012 | 14. prosince 2013  |
| 117          | 6         | Where the Vile Things Are    | Všechny zlé věci       | Norman Buckley | Dan Steele                       | 19. listopadu 2012 | 15. prosince 2013  |
| 118          | 7         | Save the Last Chance         | Poslední šance         | Anna Mastro    | Jessica Queller                  | 26. listopadu 2012 | 21. prosince 2013  |
| 119          | 8         | It's Really Complicated      | Je to hrozně složité   | John Stephens  | Jake Coburn                      | 3. prosince 2012   | 22. prosince 2013  |
| 120          | 9         | The Revengers                | Mstitelé               | Patrick Norris | Sara Goodman a Natalie Krinsky   | 10. prosince 2012  | 28. prosince 2013  |
| 121          | 10        | New York, I Love You XOXO    | New Yorku, miluji tě!  | Mark Piznarski | Stephanie Savage                 | 17. prosince 2012  | 29. prosince 2013  |